# خواكين ريفيرا
خواكين ريفيرا هو سياسي هندوراسي، ولد في 26 يوليو 1795 في تيغوسيغالبا في هندوراس، وتوفي في 6 فبراير 1845 في كوماياغوا في هندوراس. انتخب رئيس هندوراس.